# El Pla de Santa Maria
El Pla de Santa Maria település Spanyolországban, Tarragona tartományban. El Pla de Santa Maria Cabra del Camp, El Pont d’Armentera, Aiguamúrcia, Vila-rodona, Alió, Valls és Figuerola del Camp községekkel határos. Lakosainak száma 2389 fő (2024).

## Népesség
A település népessége az elmúlt években az alábbi módon változott:
| Lakosok száma | 583  | 2137 | 1898 | 1606 | 1492 | 1820 | 2309 | 2344 | 2327 | 2389 |
|               | 1717 | 1887 | 1936 | 1960 | 1986 | 2004 | 2009 | 2014 | 2019 | 2024 |